# Scinax imbegue
Scinax imbegue é uma espécie de anfíbio da família Hylidae. Endêmica do Brasil, pode ser encontrada na Mata Atlântica nos estado de São Paulo, Paraná e Santa Catarina.